# Highwayman (nummer)
Highwayman is een countrynummer uit 1977, geschreven door de Amerikaanse singer-songwriter Jimmy Webb. Het lied gaat over een ziel met incarnaties op vier verschillende plaatsen in de tijd en geschiedenis: als struikrover, zeeman, bouwvakker op de Hooverdam en uiteindelijk als kapitein van een ruimteschip. Het nummer is geïnspireerd door de in het echt opgehangen struikrover Jonathan Wild. Webb nam het nummer voor het eerst op op zijn album El Mirage, dat in mei 1977 uitkwam. Het jaar daarop nam Glen Campbell zijn versie op voor zijn album Highwayman uit 1979.
In 1985 werd het nummer de inspiratie voor de naam van de supergroep The Highwaymen, met Johnny Cash, Waylon Jennings, Willie Nelson en Kris Kristofferson. Hun eerste album Highwayman werd een platina-album en hun versie van het nummer stond 20 weken op nummer 1 in de Hot Country Songs Billboard hitlijst. Hun versie leverde Webb een Grammy Award op voor Best Country Song in 1986.
Het nummer is sindsdien door andere artiesten opgenomen. Webb zelf nam een andere versie op op zijn album Ten Easy Pieces uit 1996, een liveversie op zijn album Live and at Large uit 2007, een versie met zijn zonen Christiaan, Justin en James Webb (ook wel bekend als The Webb Brothers) op hun album Cottonwood Farm uit 2009 en een duetversie met Mark Knopfler op het album Just Across the River uit 2010.

## Trivia
- De versie van het nummer van The Highwaymen is te horen op de radiozender Rebel Radio in het computerspel Grand Theft Auto V uit 2013.

- MusicBrainz release group: d578b9cd-8dd0-406a-866e-37135a15b3c9
- MusicBrainz work: 40c81c5e-8e3b-3b7d-a6f1-f63fafce4708